# Hemerobius incursus
Hemerobius incursus is een insect uit de familie van de bruine gaasvliegen (Hemerobiidae), die tot de orde netvleugeligen (Neuroptera) behoort. 
Hemerobius incursus is voor het eerst wetenschappelijk beschreven door Banks in 1931.